# 이향희 (정치인)
이향희(李香姬, 1976년 1월 10일 ~ )는 대한민국의 정치인이다.

## 학력
- 진도국민학교 졸업
- 진도중학교 졸업
- 진도여자고등학교 졸업
- 숙명여자대학교 교육심리학과 졸업

## 경력
- 1998 숙명여자대학교 총학생회 회장
- 2003 사회당 울산시당 위원장
- 2005 울산장애인부모회 자문위원
- 2006 통합주말학교 '동그라미' 교장
- 2007 울산장애인식개선센터 전문강사
- 2012 ~ 2013 진보신당 울산시당 공동위원장
- 2013 노동당 울산시당 중구 당원협의회 위원장

## 역대 선거 결과
|  | 7.88% |

|  | 3.11% |

|  | 0.62% |

|  | 4.29% |

|  | 20.52% |

|  | 23.07% |

|  | 9.46% |